# Roderick Esquivel
Roderick Esquivel Clement (Provincia de Chiriquí, 12 de mayo de 1927 - Ciudad de Panamá, 27 de octubre de 2010) fue un médico y político liberal panameño. Fue vicepresidente de la República desde 1984 hasta 1988.

## Biografía
Realizó sus estudios secundarios en el Instituto Nacional de Panamá y, más tarde, se graduó en Biología en el Ripon College de Wisconsin. Se graduó como ginecólogo obstetra en Chicago, Estados Unidos en 1953. Fue profesor en la Universidad de Panamá.
En la política, fue presidente del Partido Liberal y fungió como ministro de Trabajo, Previsión Social y Salud Pública en el gobierno de Marco Aurelio Robles (1964 - 1968). Fue candidato a segundo vicepresidente en la fórmula de David Samudio en las elecciones de 1968.
Durante la dictadura militar, fue elegido como segundo vicepresidente de la nómina de Nicolás Ardito Barletta en las elecciones de 1984. Tras la renuncia de Barletta y el nombramiento de Eric Arturo Delvalle como nuevo presidente en 1985, Roderick Esquivel asumió el cargo de primer vicepresidente. 
Sin embargo, tras la creciente influencia política del general Manuel Antonio Noriega en reprimir a la oposición política y cercenar la libertad de expresión en Panamá, en octubre de 1987 el vicepresidente Esquivel decidió la salida del Partido Liberal de la coalición de gobierno y dispuso boicotear las reuniones de gabinete hasta que el gobierno y los militares aceptaran sus condiciones.
En febrero de 1988, el presidente Delvalle fue retirado del cargo por el intento de destitución a Noriega del mando militar. Legalmente le tocaría al vicepresidente Esquivel tomar el cargo presidencial, sin embargo, éste se mantenía firme con la idea de destituir a Noriega por lo que también fue retirado del gobierno y se nombró a Manuel Solís Palma como nuevo presidente de Panamá.